# Altrichthys alelia
Altrichthys alelia là một loài cá biển thuộc chi Altrichthys trong họ Cá thia. Loài này được mô tả lần đầu tiên vào năm 2017.

## Từ nguyên
Từ định danh alelia được ghép từ tên của Alessio Bernardi (ale) và Amalia Bernardi (lia), những người đã giúp đỡ các tác giả trong quá trình khảo sát thực nghiệm các loài Altrichthys.

## Phạm vi phân bố và môi trường sống
A. alelia là một loài đặc hữu của Philippines, hiện chỉ được tìm thấy ở phía bắc đảo Busuanga, được thu thập gần các cụm san hô Porites cylindrica ở độ sâu trong khoảng 8 m trở lại. Cũng như hai loài Altrichthys còn lại, A. alelia sống phụ thuộc vào những cụm san hô nhánh.

## Mô tả

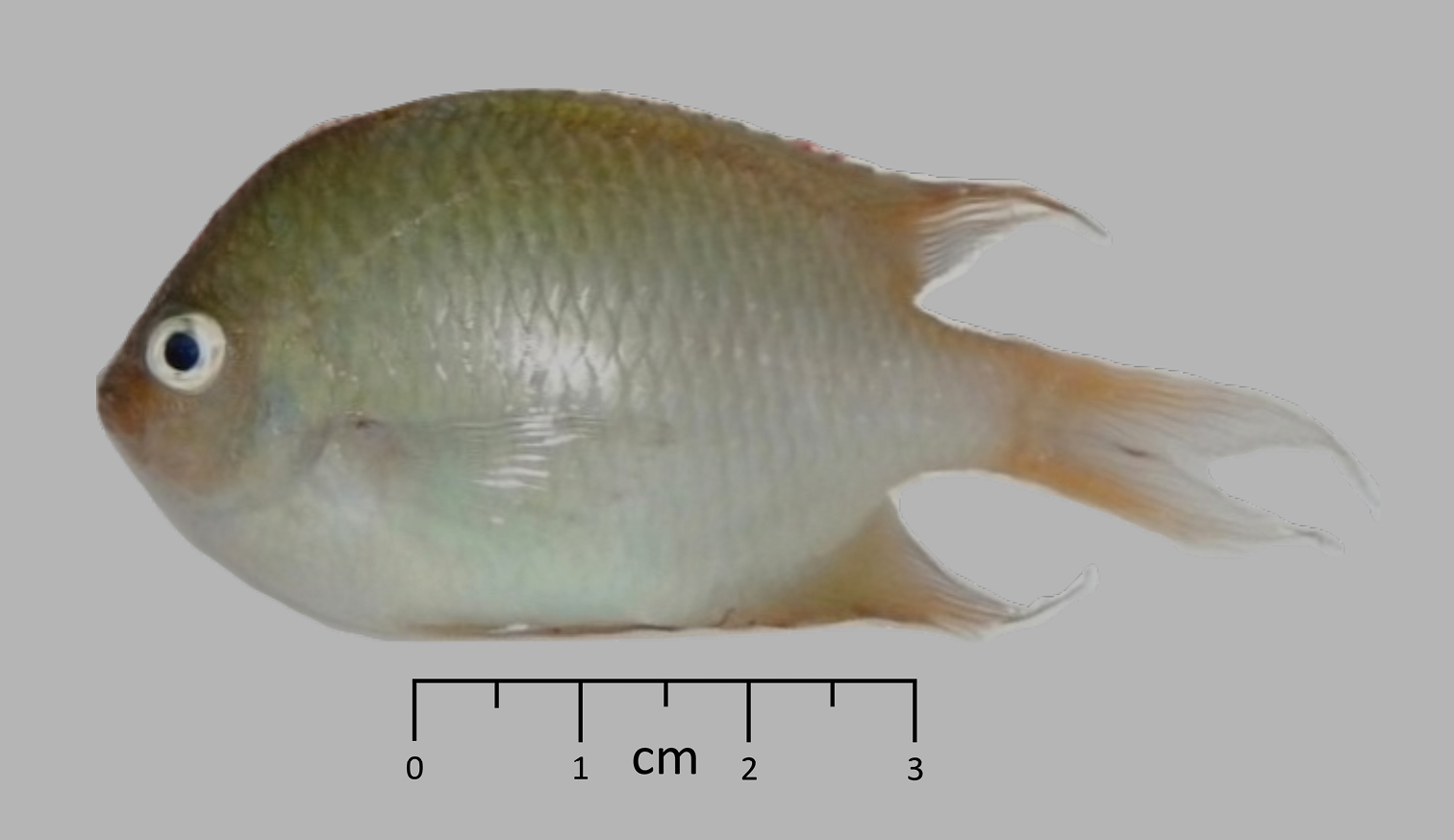
Mẫu định danh vừa mới bắt

Chiều dài lớn nhất được ghi nhận ở A. alelia là gần 7,5 cm. Thân của A. alelia có màu xanh lục nhạt, trắng dần ở phần thân dưới. Vây lưng và hai thùy đuôi được viền màu vàng, trong khi dải viền ở loài A. azurelineatus là màu đen. A. alelia có các tia sợi ở vây lưng và vây đuôi, trong khi A. curatus không có đặc điểm này (và A. curatus cũng không có viền trên vây lưng và hai thùy đuôi). Cá bột của A. alelia có một sọc vàng nổi bật dọc theo chiều dài cơ thể.
Số gai ở vây lưng: 14; Số tia vây ở vây lưng: 13–14; Số gai ở vây hậu môn: 2; Số tia vây ở vây hậu môn: 15; Số gai ở vây bụng: 1; Số tia vây ở vây bụng: 5.

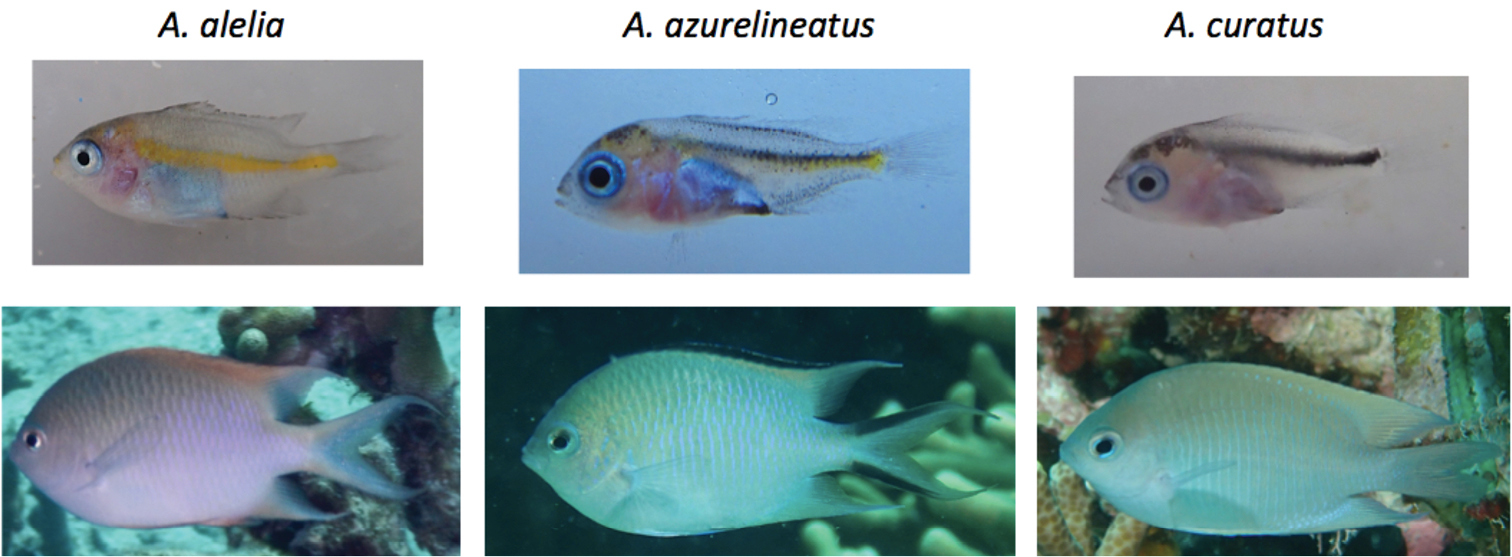
Cá bột và cá trưởng thành của ba loài Altrichthys

## Sinh thái học
Thức ăn của A. alelia là các loài động vật phù du. Altrichthys và Acanthochromis polyacanthus là những loài cá thia mà cá con nhận được sự chăm sóc và bảo vệ của cả cá bố mẹ, bỏ qua giai đoạn là ấu trùng trôi nổi ngoài biển khơi. Đây là điều rất ít được quan sát ở hầu hết các loài cá rạn san hô.